# Orthorhynchoides suturalis
Orthorhynchoides suturalis is een keversoort uit de familie Belidae. De wetenschappelijke naam van de soort is voor het eerst geldig gepubliceerd in 1826 door Macleay.